# پشه‌بند

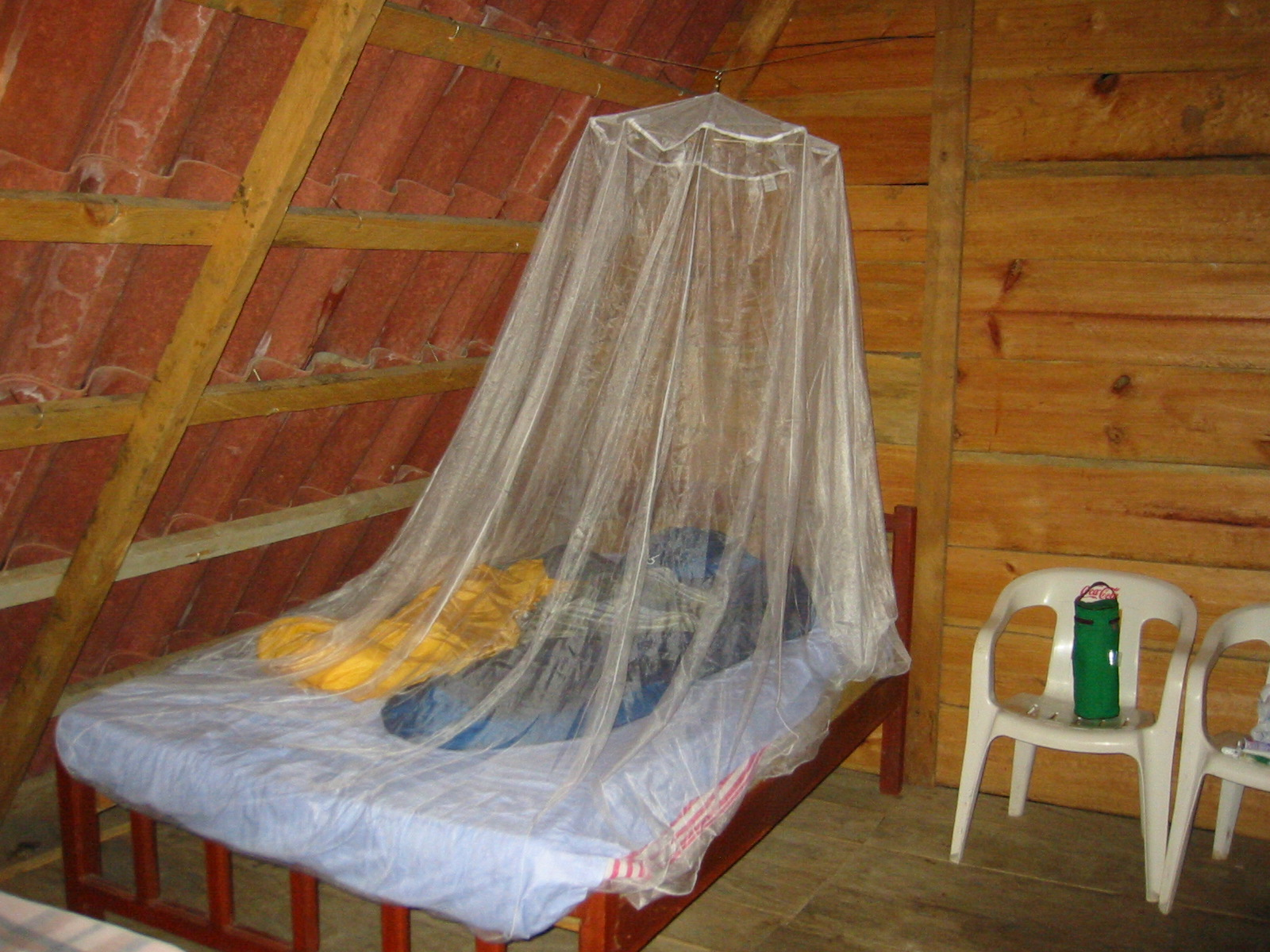
یک پشه‌بند سقفی

پَشه‌بَند تور یا پارچه‌ای نازک است که معمولاً بر روی سازه‌ای از میله‌ها یا بندها قرار می‌گیرد و به دور محل خواب کشیده می‌شود تا از افراد در برابر پشه‌ها، مگس‌ها، و دیگر حشرات محافظت کند. در قدیم به آن پشه‌خانه و کِلّه هم می‌گفتند.
پشه‌ها و برخی حشرات می‌توانند ناقل بیماری‌هایی چون مالاریا، تب دنگی، تب زرد، ویروس زیکا و انواع مختلف التهاب مغز، از جمله ویروس نیل غربی باشند. تحقیقات نشان داده که استفاده از پشه‌بند روش بسیار مؤثری در پیشگیری از مالاریا بوده‌است و در دوره زمانی ۲۰۰۰ تا ۲۰۱۵ میلادی از حدود ۴۵۱ میلیون مورد مالاریا جلوگیری کرده‌است.
برای کارایی مناسب، تراکم بافت در تور پشه‌بند باید به‌گونه‌ای باشد که از عبور حشرات جلوگیری کند و در عین حال مانع عبور هوا و مسدود شدن دید نشود. جریان هوا باید به راحتی از تور عبور کرده و باعث گرم شدن هوای داخل پشه‌بند نشود. معمولاً وجود ۴۰ روزنه در سانتی‌متر مربع در تورها برای این منظور مناسب است. پشه‌بندهای امروزی از موادی چون پلی‌استر ساخته می‌شود. اگر در ساخت پشه‌بند از پارچه‌های حریر استفاده شود صرفاً جنبه تزیینی و تور بالای تخت را خواهد داشت چون در فصل گرما به دلیل محبوس شدن هوا داخل پشه‌بند و گرما قابل استفاده نخواهد بود. برخی پشه‌بندها هم در بالای تختخواب به سقف وصل می‌شوند که به آن‌ها پشه‌بند سقفی گفته می‌شود.
اثربخشی پشه‌بند را می‌توان با آغشته کردن تور آن با مواد حشره‌کش یا دافع حشرات مانند پرمترین به میزان قابل توجهی افزایش داد. اثرات نوروتوکسینی(سم عصبی) پرمترین در پرندگان و پستاندارانی همچون انسان چندان شدید نیست ولی برای ماهیها و گربه سمی است ، همچنین بندپایانی همچون شپش و هیره ها در صورتی که با آن تماس پیدا کنند ، می‌کشد.

## تاریخچه
پشه‌بند به‌طور عمده برای حفاظت در برابر پشه ناقل مالاریا، یعنی آنوفل گامبیایی استفاده می‌شود. اولین اشاره به بروز علائم مالاریا در یادداشت‌هایی از اوایل سال ۲۷۰۰ پیش از میلاد در چین ثبت شده‌است. ناقل این بیماری در طول تاریخ ناشناخته بود تا این‌که سر رونالد راس در سال ۱۸۸۰ دریافت که پشه‌ها ناقل مالاریا هستند.
استفاده از پشه‌بند دارای تاریخچه‌ای طولانی است. در ادبیات اواخر سده‌های میانه هندوستان به استفاده از پشه‌بند در آیین‌های نیایشی هندو اشاره شده‌است. در اشعار آنامایا، که کهن‌ترین موسیقیدان و شاعر شناخته‌شده زبان تلوگو است، از پشه‌بند با نام «دوماتِرا» یاد شده‌است. 
گفته می‌شود که کلئوپاترا، آخرین فرعون مصر باستان، نیز زیر پشه‌بند می‌خوابید. در حین ساختن کانال سوئز حمله پشه‌های مالاریا معضل بزرگی بود که با استفاده از پشه‌بند حل شد.